# Unterricht in Biblischer Geschichte
Der Unterricht in Biblischer Geschichte oder Biblische Geschichtsunterricht (BGU) war ein konfessionsunabhängiger Unterricht an öffentlichen Schulen in Bremen, der den in anderen Bundesländern üblichen konfessionell gebundenen Religionsunterricht ersetzen sollte. Nach dem Zweiten Weltkrieg wurde der BGU zum Anlass für die sogenannte Bremer Klausel im Grundgesetz. Im August 2014 wurde der Unterricht in Biblischer Geschichte an den öffentlichen Schulen im Land Bremen durch das Fach „Religion“ ersetzt.

## Geschichte bis 1945

### „Bibelgeschichte“ an der Bremer Bürgerschule
Siehe auch Bremer Schulstreit
Die Anfänge dieses gemeinsamen Unterrichts gehen auf die 1799 gegründete, an der Aufklärungspädagogik Pestalozzis orientierte „Bürgerschule“ der in Bremen wirkenden Pastoren Johann Ludwig Ewald und Johann Caspar Häfeli zurück. In diesem Erziehungsprojekt unterrichteten sie calvinistische und evangelisch-lutherische Schüler gemeinsam in Religion. Der Unterricht beschränkte sich dabei auf die „Bibelgeschichte“ und klammerte konfessionell geprägte Inhalte wie den Katechismus aus.
Dies entsprach dem religionspädagogischen Reformmodell, das Ewald zuvor als Generalsuperintendent in Lippe-Detmold entwickelt hatte. Erläutert hatte er es 1783 in seinen Briefen über den Gebrauch der Bibelgeschichte beim Religionsunterricht. Ewald wandte sich gegen die herkömmliche Form des Religionsunterrichts, die vor allem im Auswendiglernen von Gebeten, Bibelsprüchen, Geschichten und dem Katechismus bestanden hatte. Diese Form des Unterrichts wurde zunehmend als „Einpfropfen“ entfremdeter Inhalte kritisiert. Stattdessen sollte mit Bibelgeschichte den Schülern „eine durch Erzählen lebendige Begegnung mit heiliger Geschichte“ vermittelt werden. Im Erzählen ausgewählter Bibelabschnitte sollten die Kinder „auf die Folgen des guten und des verkehrten Sinns, auf die Art, wie böser Sinn genährt oder guter Sinn befördert wird“ hingewiesen werden. Dabei sollten die Kinder Scharfsinn und Urteilskraft bilden. „Bibelgeschichte“ bedeutete zum einen das kindgerechte und anschauliche Lernen anhand einzelner Erzählungen aus der Bibel, zum anderen sollten die Inhalte des Unterrichts in den Zusammenhang der biblischen Heilsgeschichte gestellt werden. Bibelgeschichte verstand Ewald insofern als „in die Zukunft offenes Gesamtdrama der Menschheitsgeschichte“, das mit Hilfe der Bibel gedeutet werden kann. Dieses „pädagogisch begründete und theologisch reflektierte Konzept“ entsprach dem pietistischen und spätaufklärerischen Zeitgeist und fand das Interesse und die Zustimmung vieler Bremer Bürger, stieß jedoch auch auf Skepsis und Ablehnung innerhalb der Kirchen.

### Übernahme an staatlichen Schulen
In Bremen sprachen zudem auch spezifisch kirchenpolitische Erwägungen für die „Bibelgeschichte“ als Bildungsmittel im Religionsunterricht. Seit der Reformation gab es im mehrheitlich calvinistisch geprägten Bremen konfessionelle Streitigkeiten mit den Lutheranern, die seit 1638 mit dem Bremer Dom wieder eine eigene Gemeinde hatten. Bemühungen um eine Kirchenunion durch den Bremer Senat waren im späten 18. Jahrhundert gescheitert. Die Kinder von Calvinisten und Lutheranern wurden daher vor allem in Schulen des jeweiligen Kirchspiels getrennt unterrichtet, wobei bis ins frühe 19. Jahrhundert Bildung in Bremen als kirchliche oder private Aufgabe angesehen wurde. Schon in der „Bürgerschule“ bot der Unterricht in Bibelgeschichte die Möglichkeit, durch Vermeidung von dogmatischen Festlegungen konfessionelle Streitfragen außen vor zu lassen. Im Laufe der ersten Hälfte des 19. Jahrhunderts wurde Bildung zunehmend zur Staatsaufgabe. Diese Entwicklung vollzog sich schrittweise von der Einrichtung der ersten sogenannten „Freischulen“ für Kinder von Armen, für die kein Schulgeld entrichtet werden musste, bis hin zur Einführung der Schulpflicht 1844. Das Konzept des konfessionsunabhängigen Religionsunterrichts wurde in den 1820er Jahren auf Betreiben des Bürgermeisters Johann Smidt für die acht neu eingerichteten Armen-Freischulen in Bremen übernommen. Die Instruktion für die Lehrer an diesen Schulen von 1823 schrieb biblische Geschichte ohne Katechismusunterricht vor, „damit keine Confession Anstoß nehmen könne“. Sowohl das lutherische als auch das reformierte Gesangbuch könne genutzt werden. Später übernahmen auch die von den Kirchspielen betriebenen Schulen diese Form des Religionsunterrichts. Der Unterricht in Biblischer Geschichte konnte somit als praktische Unionspolitik im 19. Jahrhundert dazu beitragen, dass „lähmende konfessionelle Differenzen“ im Bildungswesen überwunden wurden. 1873 kam es in Bremen schließlich zur Einführung des einheitlichen „Evangelischen Gesangbuches der Bremischen Gemeinden“ und zu einer Verwaltungsunion zwischen reformierten und evangelisch-lutherischen Gemeinden.

### Bremer Schulstreit (1905–1907)
Obwohl Bremen mit der Bibelgeschichte ohne Katechismusunterricht bereits ein vergleichsweise liberales Modell hatte, kam es Anfang des 20. Jahrhunderts zu Protesten der bremischen Lehrerschaft gegen den staatlichen Religionsunterricht. Zurückgeführt wird dies vor allem auf die strenge Schulaufsicht durch den Schulinspektor Köppe, der durch häufige Hospitationen und „behördliche Glaubensprüfungen“ die Lehrer gegen sich aufbrachte.
Mit ausgelöst wurde der Protest durch die Vernehmung des Lehrers Wilhelm Scharrelmann. Die Lehrerschaft zeigte sich in einem Beschwerdebrief vom Mai 1905 beunruhigt über „die offenbare Missachtung, mit welcher der Herr Schulinspektor sich über die im Religionsunterricht der bremischen Schulen bisher beobachteten freiheitlichen Traditionen hinwegsetzt“. Im September 1905 erschien eine Denkschrift Religionsunterricht oder nicht?, die auf einer Versammlung der Lehrerschaft mit großer Mehrheit der Anwesenden verabschiedet worden war. Hierin wurde eine Abschaffung des staatlichen Religionsunterrichts gefordert. Als Hauptargument wurde geltend gemacht, dass Religion Privatsache sei. Im Zusammenhang mit der Denkschrift wurden zahlreiche Gutachten renommierter Pädagogen eingeholt. Neben der eher pietistischen Auffassung, dass Religion eine Herzensangelegenheit sei, die nicht zur Pflicht gemacht werden dürfe, und einer monistisch-naturwissenschaftlichen Ablehnung von Religion unter Berufung auf Ernst Haeckel finden sich – etwa bei Hermann Lietz – auch antisemitische Untertöne, die eine Verwendung des „orientalischen“ Alten Testaments im Schulunterricht ablehnen.
Drei der an den Protesten maßgeblich beteiligten Lehrer, Wilhelm Holzmeier, Fritz Gansberg und Wilhelm Scharrelmann, wollte die Schulbehörde – nachdem sie ihnen schon das Recht entzogen hatte, Religionsunterricht zu erteilen – aus dem Schuldienst entfernen. Ihnen wurde jedoch gerichtlich 1907 nur ein Verweis und eine Geldstrafe auferlegt. Allerdings wurde der Sozialdemokrat Wilhelm Holzmeier schließlich 1910 aus dem Schuldienst entlassen, was in Bremen zu Demonstrationen und öffentlichen Solidaritätsbekundungen führte.

## Zwischen weltanschaulicher Neutralität und christlichem Erbe

### Landesverfassung und Grundgesetz
Nach dem Zweiten Weltkrieg wollte die CDU einen konfessionell gebundenen Religionsunterricht unter Beteiligung der Kirchen einführen. Die Bremer SPD wollte jedoch an staatlichen Schulen ohne Beteiligung der Kirchen weiterhin Biblische Geschichte anbieten. Nach der Kompromissformulierung des Liberalen Theodor Spitta wurde in die Bremische Landesverfassung von 1947 der Art. 32 über den Religionsunterricht an Gemeinschaftsschulen in einer Formulierung aufgenommen, in der die christliche Orientierung des Unterrichts zum Ausdruck kommt. Demnach sind die „allgemeinbildenden öffentlichen Schulen ... Gemeinschaftsschulen mit bekenntnismäßig nicht gebundenem Unterricht in Biblischer Geschichte auf allgemein christlicher Grundlage.“ Den Kirchen wurde daneben das Recht auf einen fakultativen Religionsunterricht an Schulen eingeräumt.
Bei der Ausarbeitung des Grundgesetzes durch den Parlamentarischen Rat machte sich der bremische Vertreter Senator Adolf Ehlers (SPD) für eine Ausnahme Bremens von der Bestimmung des Art. 7 Abs. 3 Satz 1 Grundgesetz stark, nach der in den öffentlichen Schulen der Religionsunterricht ein ordentliches Lehrfach sein sollte. Dadurch sollte verhindert werden, dass der gerade errungene Kompromiss durch den grundgesetzlich verankerten Bekenntnisunterricht zunichtegemacht wurde. Dies führte gegen einige Widerstände von Zentrum und CDU zur Einfügung der sogenannten Bremer Klausel des Art. 141 GG, die den Art. 7 Abs. 3 Satz 1 GG in denjenigen Ländern für unanwendbar erklärt, in denen vor Erlass des Grundgesetzes eine andere Regelung galt. Neben Bremen waren dies Hamburg, Berlin und die damalige sowjetische Besatzungszone. In Bremen wurde dadurch die Beibehaltung des konfessionsunabhängigen Unterricht in Biblischer Geschichte ermöglicht.

### Verfassungsgerichtliche Entscheidungen zur Konfessionsunabhängigkeit
In den 1960er Jahren wollte die Bremische Evangelische Kirche den Unterricht in Biblischer Geschichte – basierend auf einem Verfassungskommentar von Theodor Spitta – zur protestantischen Angelegenheit machen. Von Seiten der bremischen Katholiken erfolgte kein Widerstand hiergegen, da diese auf katholischen Religionsunterricht in konfessionsgebundenen Privatschulen setzten. Der Versuch, den Anspruch auf Mitwirkung am bisher rein staatlich organisierten Unterricht in Biblischer Geschichte durchzusetzen, führte jedoch zu einer Entscheidung des Staatsgerichtshofs, der feststellte, dass der Biblische Geschichtsunterricht „bekenntnismäßig nicht gebunden“ sei und daher alle Konfessionsunterschiede erfasse. Die „allgemein christliche Grundlage“ sei nicht gleichbedeutend mit der „Grundlage des protestantischen Christentums“. Auch die anschließende Verfassungsbeschwerde vor dem Bundesverfassungsgericht führte nicht zur erhofften Rückkehr zum konfessionsgebundenen Religionsunterricht, wobei sich das Karlsruher Gericht auf die Beantwortung von Zulässigkeits- und Verfahrensfragen beschränkte.

### Unterricht durch muslimische Lehrerinnen
Für den Unterricht in Biblischer Geschichte wird eine Zugehörigkeit der Lehrkräfte zu einer christlichen Kirche nicht vorausgesetzt. Die beim herkömmlichen konfessionell gebundenen Religionsunterricht vorausgesetzte Trias des gleichen Bekenntnisses von Lehrern, Schülern und Unterrichtsinhalt ist nicht erforderlich. Nach Art. 32 Abs. 2 Satz 1 der Bremischen LV wird allerdings nur von Lehrern unterrichtet, die sich dazu bereit erklärt haben. Seit 2004 bewerben sich auch muslimische Referendare oder Lehrerinnen. 2005 gab das Verwaltungsgericht Bremen einer Bewerberin recht, die während des Unterrichts in Biblischer Geschichte nicht auf das Tragen ihres Kopftuchs verzichten wollte. Das Christentum dürfe im BGU „zwar als prägender Kultur- und Bildungsfaktor, nicht aber in Bezug auf bestimmte Glaubenswahrheiten und Bekenntnisse zum Unterrichtsgegenstand gemacht werden“. Diese Entscheidung wurde später vom OVG Bremen unter Verweis auf die inzwischen erfolgte Ergänzung des Bremischen Schulgesetzes aufgehoben. Durch die Gesetzesänderung sei das Tragen religiöser Symbole durch Lehrkräfte eingeschränkt und die weltanschauliche Neutralität der Schulen gestärkt worden.
In Zusammenhang mit dieser Streitfrage wurden religionspädagogische und juristische Gutachten eingeholt, die sich unter anderem mit dem hybriden Charakter des Unterrichts in Biblischer Geschichte zwischen Religionsunterricht im Sinne des Art. 7 Abs. 3 GG und Religionskunde mit objektivem Anspruch befassen.

## Aktuelle Bedeutung

### Vergleich mit anderen Konzeptionen
Im Vergleich der jeweiligen Lehrpläne in den 1970er und 1980er Jahren unterscheidet sich der Religionsunterricht in Bundesländern wie Hessen oder Niedersachsen kaum noch vom Bremer Modell. Der konfessionell gebundene Religionsunterricht ist nach Auffassung des Bremer Religionspädagogen Manfred Spieß insofern „längst viel ökumenischer, als manche wahrhaben wollen“. Ein Unterschied ist nach Jürgen Lott und Anita Schröder-Klein, dass es keine Schulgottesdienste gebe und „die Vermittlung spezifischer ... Frömmigkeitserfahrungen“ nicht zum Unterricht gehöre. Von der Grundidee vergleichbar ist auch das Hamburgische interreligiöse Reformmodell, das als „Religionsunterricht für alle“ bekannt ist. Der Bielefelder Professor für Öffentliches Recht Martin Stock meint, dass es den „hochgradig multireligiösen und multiethnischen heutigen stadtstaatlichen Verhältnissen Rechnung“ trage und insgesamt besser aufgestellt sei als das Bremer Modell. Auch das Hamburger Modell ist indes nicht unumstritten. Christoph Link hält den „‚Religionsunterricht für alle in evangelischer Verantwortung‘ nach dem Hamburger Modell mit dem Verfassungsbegriff des Religionsunterrichts in Art. 7 Abs. 3 GG - noch - vereinbar“, mahnt jedoch, dass die Bemühung um einen interreligiösen Dialog nicht zur „GleichGültigkeit [sic] aller möglichen religiösen und weltanschaulichen Sinnstiftungsangebote“ führen dürfe, wie er sie im Konzept des Brandenburger LER-Unterrichts verwirklicht sieht.

### Lehrplan
Der Unterricht wird ab der 10. Klasse als Religionskunde bezeichnet und ist als allgemeinbildendes Schulfach konzipiert. Ziel sei es, auf Basis vergleichender religionswissenschaftlicher Basis christliche Prägungen und Zusammenhänge unserer Kultur und Gesellschaft zu deuten und zu verstehen und zugleich die Begegnung mit anderen Glaubensrichtungen zu ermöglichen. Nach dem Rahmenplan für Biblische Geschichte geht es in den Grundschulen inhaltlich um Themen wie „Regeln und Gebote im Leben, Angst und Gewalt, Glück und Sinn, die Schöpfung bewahren, die Bibel kennen lernen, miteinander leben lernen, Fragen nach Gott, Fragen nach dem Leid und dem Tod, Muslime und Christen lernen einander kennen, Nächstenliebe, Begegnung mit gelebter Religion“.

### Unterrichtsausfälle
Am BGU in Bremen wurde 2010 – etwa in einer Anfrage der CDU in der Bürgerschaft – die hohe Quote an Ausfallstunden kritisiert, die zum Teil für andere Zwecke verwendet worden seien. Manfred Spieß und Hans F. Jaspers von der Aktionsgemeinschaft Biblische Geschichte / Religionskunde Bremen e. V. resümieren in einer Bilanz ihrer Arbeit der letzten 18 Jahre, dass der Unterricht in Biblischer Geschichte neben dem nicht oder unzureichend erteilten Unterricht an einer mangelnden Gesamtkonzeption leide.